# Lukaskirche (Ternitz)

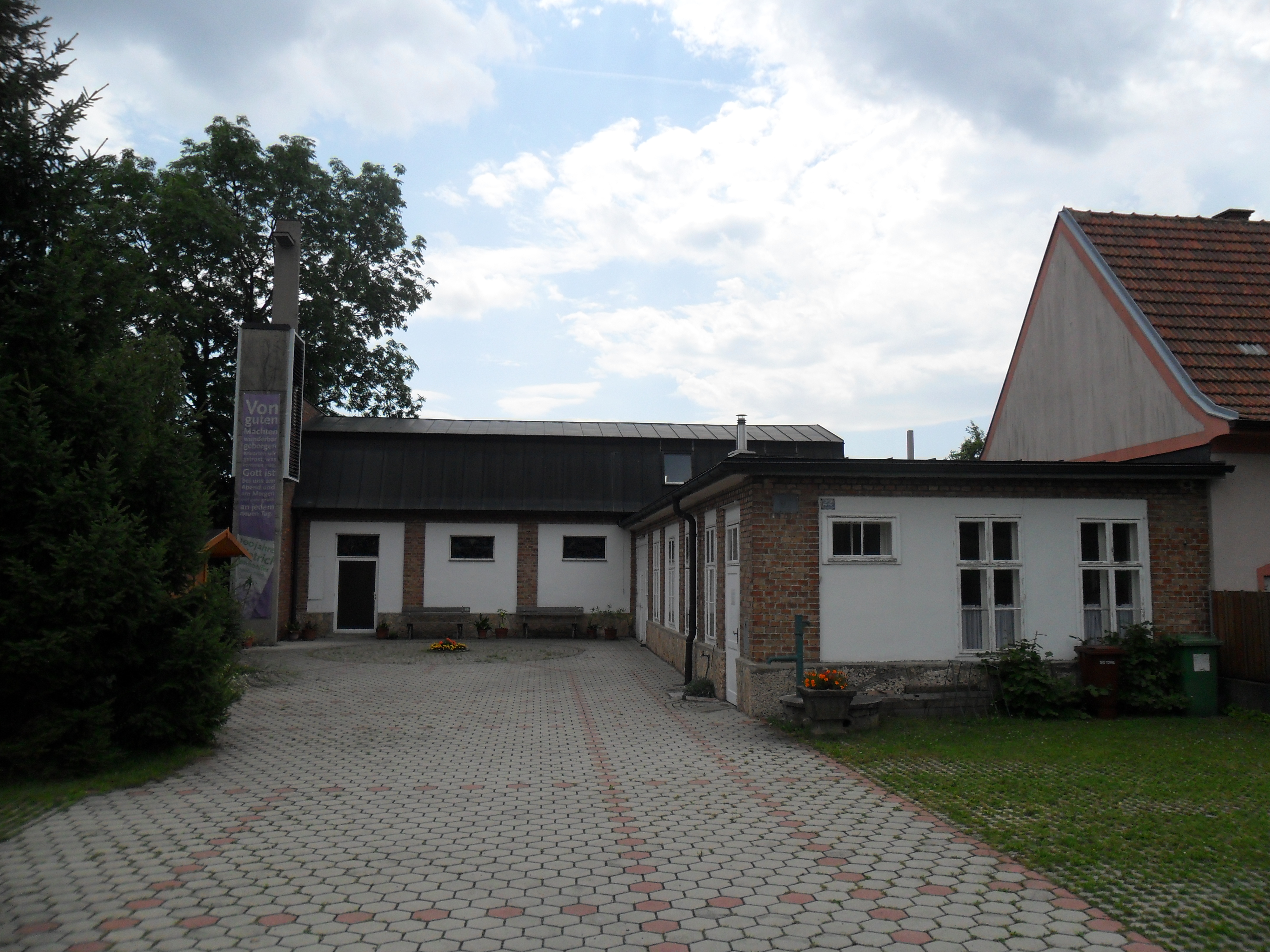
LukaskircheTernitz

Die Lukaskirche ist die evangelische Gemeindekirche von Ternitz im Bezirk Neunkirchen in Niederösterreich. Sie gehört der Evangelischen Superintendentur A. B. Niederösterreich an.

## Geschichte
Ternitz, zunächst Tochtergemeinde von Neunkirchen, wurde 1950 gegründet. Nach Ankauf und Umbau einer ehemaligen Spenglerei wurde am 2. Dezember 1951 die Ternitzer Segenskirche eröffnet, nach einem weiteren Umbau mit Mansarddach und dem Anbau eines Glockenträgers wurde sie 1964 als Lukaskirche neugeweiht.
Die nach einem Entwurf von Karl Steiner aus Neunkirchen angefertigten Glasfenster zeigen auf der Ostseite die fünf Hauptstücke aus Luthers Kleinem Katechismus: Abendmahl, Taufe, Zehn Gebote, Vater Unser und Glaubensbekenntnis, auf der Westseite die Bundesschlüsse Gottes mit den Patriarchen Noah, Abraham und Moses.
1990 wurde die ehemalige Aufbahrungshalle in Wimpassing im Schwarzatale als Auferstehungskirche eingeweiht, 2000 aber wieder verkauft, um die Erhaltung und Verschönerung der Lukaskirche zu finanzieren.